# Alula (Album)
Alula ist ein Jazzalbum von Caroline Davis. Die am 14. Dezember 2017 in Brooklyn entstandenen Aufnahmen erschienen 2019 auf dem Label New Amsterdam.

## Hintergrund
Alula, Caroline Davis’ fünftes Album unter eigenem Namen, durchforstet die anatomische Welt nach Material, das sich in künstlerische Analogien verwandeln lasse, notierte Philip Lutz; der Titel des Albums bezieht sich auf den Daumenfittich, einen Teil des Vogelgefieders, der die Luftnavigation unterstützt. In dieser Hinsicht ähnelt das Projekt dem vorangegangenen Album der Saxophonistin, Heart Tonic (Sunnyside) von 2018, das sich mit der Kardiologie befasste. Alula entstand mit Matt Mitchell, der hier einen Prophet-6-Synthesizer, einen modularen Synthesizer und einen ARP-Synthesizer spielte, und dem Schlagzeuger und Perkussionisten Gregory Saunier. Ursprünglich wurde die Musik des Albums von Davis und Saunier während Konzerten in kleinen Veranstaltungsorten in Brooklyn entwickelt. Mitchell schloss sich den beiden für ein paar Gigs an, bevor das Material für das Album eingespielt wurde.

## Titelliste
- Caroline Davis: Alula (New Amsterdam)

1. Alula 3:58
2. Flight 3:18
3. Wingbeat 3:01
4. Remiges 6:53
5. Scapulars 4:56
6. Lift 1:34
7. Coverts 3:56
8. Vortex Generator 4:57
9. Purrs 1:04
10. Landing 4:20
11. alulA 1:12

Die Kompositionen stammen von Caroline Davis.

## Rezeption
Martin Johnson schrieb in Bandcamp Daily, mit ihren stotternden Rhythmen und blitzschnellen Saxophonlinien sei es keine Überraschung, dass die Musik hier von dem Teil eines Vogelflügels inspiriert sei, der die Fortbewegung ermögliche. Die Musik sei abwechselnd prägnant und schwebend, während Davis, Keyboarder Matt Mitchell und Deerhoof-Schlagzeuger Gregory Saunier mit virtuoser Leichtigkeit durch komplexe Musik gleiten.
Aaron Novik zählte das Album in seinem Blog Bird is the Worm zu den besten Alben des Jahres 2019 und schrieb, die Saxophonistin habe bislang eine vielseitige Reihe von Projekten vorgelegt, die sich über die weite Landschaft des Modern-Jazz-Expressionismus erstrecken würden. Alula sei ein exzellentes elektroakustisches Trio-Album, ein massiver Aufruhr von Melodien, von Harmonien, die wie Glas zerspringen, und „Rhythmen, die lachend auf den Scherben tanzen“. Dieses Album überrasche mit liebevollen Melodien, die sich unerwartet in eine Kadenz „mit der rhythmischen Qualität von Grillen einpendeln, die in einer klaren Nacht laut zum Mond zirpen“. Es sei irrsinnig melodisch, selbst dort, wo es am chaotischsten klinge.
Phillip Lutz schrieb im Down Beat, wie ihre vorherige Veröffentlichung Heart Tonic spiegle das Album ihre intellektuelle Neigung wider. Zusammengenommen würden die beiden Alben auf eine sich entwickelnde Ästhetik hinweisen, die sich auf den Geist, wenn nicht auf die Besonderheiten ihrer wissenschaftlichen Aktivitäten stütze. Aber beim Ausbalancieren von Intellekt und Emotion liege der Vorteil bei letzterem. Bei aller logischen Strenge von Davis – und ihrer Bereitschaft, sie in den Dienst ihrer Kunst zu stellen – stelle sie stets sicher, dass die Wissenschaft die Richtung der Musik lediglich beeinflusse, anstatt sie vorzuschreiben. Wie bei all ihren intellektuellen Bemühungen sei das ultimative Ziel, eine emotionale Wahrheit zu entdecken: „Wie fühlt es sich an?“